# Oscar Mina
Oscar Mina (ur. 24 września 1958 w Serravalle) – sanmaryński polityk, kapitan regent San Marino od 1 kwietnia 2009 do 1 października 2009 oraz od 1 kwietnia 2022 do 1 października 2022.

## Życiorys
Oscar Mina jest absolwentem inżynierii elektrycznej i międzynarodowych nauk politycznych na Uniwersytecie w Urbino. W przeszłości zajmował stanowisko koordynatora i menedżera firmy wodociągowej Acqua Gas. 
W 1998 został założycielem i przewodniczącym Chrześcijańsko-Demokratycznej Partii San Marino (PDCS, Partito Democratico Cristiano Sammarinese) w Serravalle. W 2006 zasiadł po raz pierwszy w Wielkiej Radzie Generalnej (parlamencie) z ramienia PDCS. W latach 2006–2007 wchodził w skład parlamentarnej Komisji Finansów oraz Komisji Międzyparlamentarnej, a w 2007 w skład Komisji Sprawiedliwości. Po wyborach w listopadzie 2008 ponownie znalazł się w parlamencie i objął funkcję wiceprzewodniczącego klubu parlamentarnego PDCS. Zasiadał również w Zgromadzeniu Parlamentarnym Organizacji Bezpieczeństwa i Współpracy w Europie, a w 2012 ponownie wybrano go do parlamentu. 
18 marca 2009 Oscar Mina został wybrany przez parlament kapitanem regentem San Marino. Urząd objął 1 kwietnia 2009 na czas 6-miesięcznej kadencji. W marcu 2022 ponownie wybrany na tę funkcję, z kadencją trwającą od 1 kwietnia do 1 października 2022.
W 2022 odznaczony Orderem Czarnogórskiej Wielkiej Gwiazdy.
Oscar Mina jest kawalerem.